# 欧洲摄影之家
48°51′18″N 2°21′32″E / 48.85500°N 2.35889°E
欧洲摄影之家（法語：Maison européenne de la photographie，简称MEP）位于法国巴黎历史悠久的市中心，是当代摄影艺术的重镇，于1996年2月开幕。 

## 地点和活动
欧洲摄影之家的原址是建于1706年的Hénault酒店，位于富尔西路5号。 1914年以后属于巴黎市。 市政府要求建筑师事务伊夫·里昂所对原始建筑进行修复 ，并在富尔西街侧增加新的侧翼。 在沿街的建筑外立面，铁制的窗及中央楼梯都具有古典主义建筑的风格。

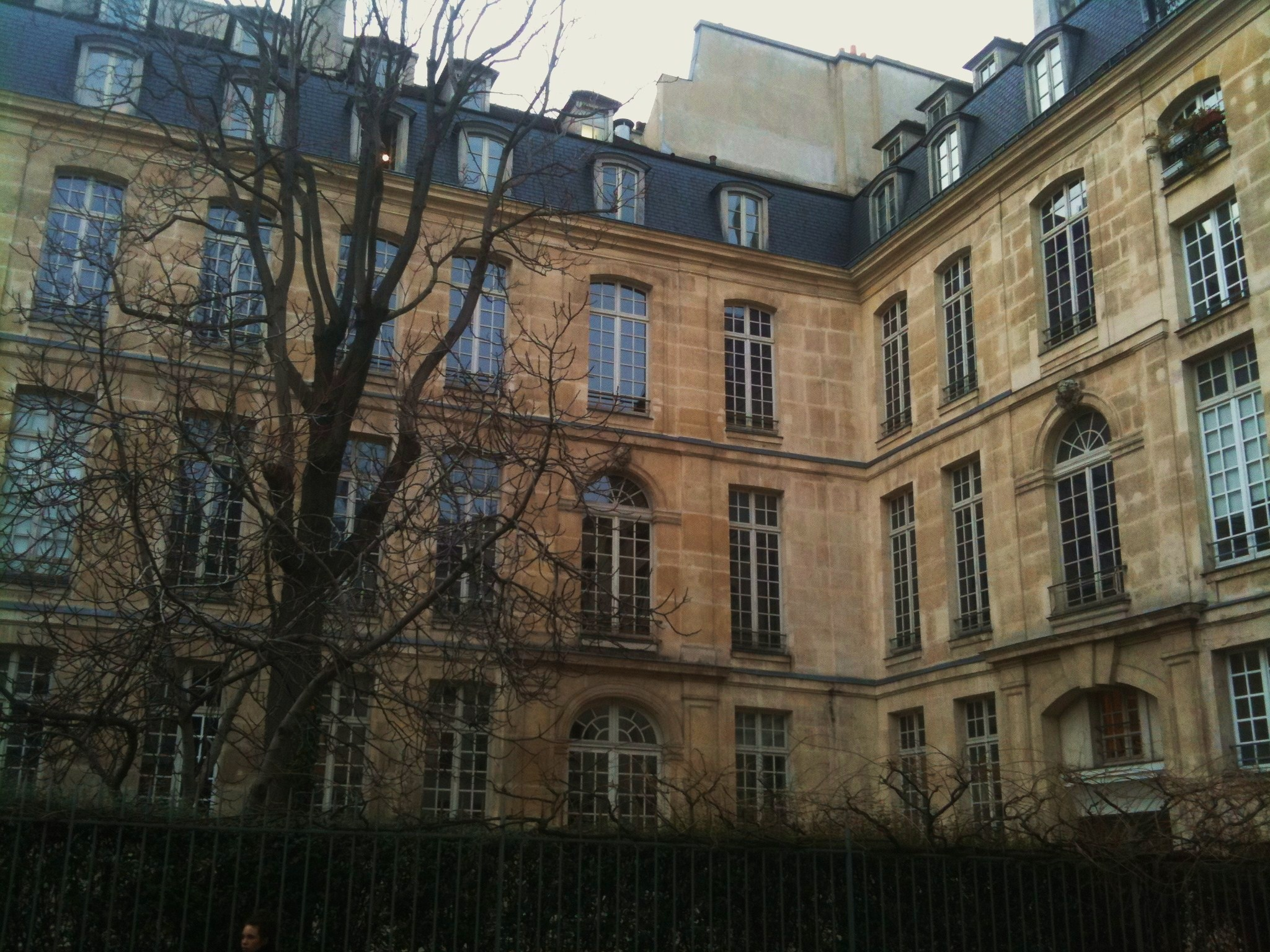
Hénault酒店的外观

MEP设有一个展览中心，一个大型图书馆 ，一个表演厅和一个胶卷库。 它还在18世纪的拱形房间中设有专门的书店和咖啡馆。它使普通大众可以方便地访问摄影的三种基本传播媒体：展览印刷照片，照片和胶卷。 它还向参观者提供导览，讲座和胶片冲洗展示。 欧洲摄影之家还设有相片修复和保护的专题研讨会（巴黎摄影修复与保护研讨会，ARCP）。 自1983年以来，它一直致力于保存巴黎图书馆，档案馆和博物馆的影像遗产，并且还向其他法国或外国机构提供服务。 
其馆藏大多有关于当代艺术 。 它拥有约两万件艺术品，其中大部分是照片（银版和数码摄影）和视频。 该馆收集了24,000册有关摄影，艺术家画册以及技术或理论作品的书籍，其中包括稀有版本。 每年组织三到四个展览周期，这些展览，主题展和活动主要关于20世纪下半叶和21世纪。 
自1996年以来，欧洲摄影之家由让-卢克·蒙特罗索担任馆长和亨利·夏皮耶担任主席。

## 参观信息
地铁：圣保罗站和玛利桥站。  
开放时间：周三至周日上午11:00至下午8:00。 每星期三的下午5:00至8:00免费入场。 
展览室可供残疾人士使用。 

## 相关展览
- 1998年：诗琳·娜夏特《真主的女人》
- 1998年：罗伯特·弗兰克《美国人》
- 1998年：《宝丽来50，技术与艺术》
- 1999年： 奥兰《自我杂交》

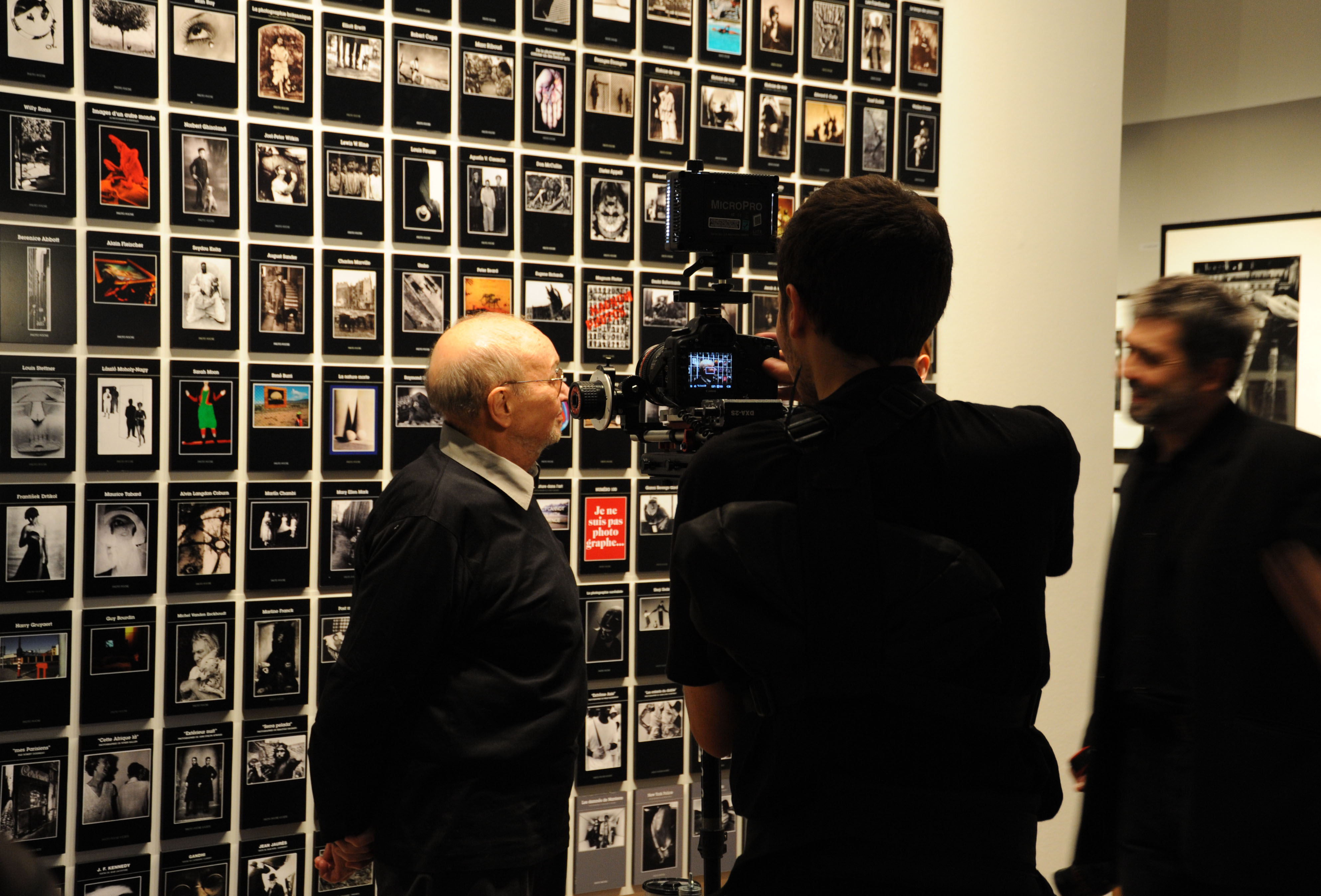
罗伯特·德尔皮尔的展览，2010

- 1999年：汉姆特·纽顿和爱丽丝·斯普林斯《我们和他们》
- 1999年：大卫·霍克尼《摄影，1968-1997年》
- 2000年：欧文·佩恩 回顾展
- 2000年：贝蒂娜·兰斯和塞尔齐·布拉姆利《INRI》
- 2001年：唐·麦卡林《 1961-2001年摄影》
- 2001年：雷蒙德·德帕登德帕登《旅行团》
- 2002年：约瑟夫·苏德克《全景布拉格》
- 2003年：阿兰·弗莱舍 《逃逸速度》
- 2004年：勒內·布里《摄影》
- 2005年：马丁·帕尔《1971-2001》
- 2005年：安迪·沃霍尔《红皮书》
- 2005年：德米特里·巴尔特曼茨 回顾展
- 2006年：伯纳德·福孔回顾展1976-1985
- 2006年：约翰·范·德库肯《摄影与电影》
- 2007年：拉里·克拉克 《塔尔萨，1963-1971》
- 2007年：亚历山德罗·贝托洛蒂《裸书，选集》
- 2008年：爱德华·布巴特《启示》
- 2008年：植田正治，《 一条细线》
- 2008年：安妮·莱博维茨《摄影师的生活，1990-2005》
- 2009年： 克劳德·莱维克 《美洲虎暮光之城》
- 2009年：亨利·卡蒂埃·布列松《乍见》
- 2010年：艾略特·艾维特《个人最佳》
- 2010年：罗伯特·德尔皮尔“ Delpire＆Cie“ [1]
- 2011年：威廉·克莱因 《罗马+克莱因》
- 2011年：简·埃夫林·阿特伍德《摄影1976-2010》
- 2011年：赫尔维·吉博特《摄影》
- 2014年：芭芭拉·路易斯《最近的作品》
- 2016年：楊順發、洪政任、姚瑞中、陳伯義《傾圮的明日－台灣當代攝影四人展》[2]
- 2019年：任航 《爱》
- 2021年：森山大道与东松照明《森山 – 东松 ; 东京》
- 2023年：薩內勒-穆霍利[3]